# Алкинский сельсовет
Алкинский сельсовет — муниципальное образование в Чишминском районе Башкортостана.
Согласно Закону о границах, статусе и административных центрах муниципальных образований в Республике Башкортостан имеет статус сельского поселения.
Закон Республики Башкортостан «Об изменениях в административно-территориальном устройстве
Республики Башкортостан, изменениях границ и преобразованиях муниципальных образований в Республике Башкортостан», ст. 1, ч. 189 (часть сто восемьдесят девятая введена Законом РБ от 21.06.2006 г. № 329-з) гласит:

Изменить границы Аровского и Алкинского сельсоветов Чишминского района согласно представленной схематической карте, передав деревни разъезда Ключарево, Бочкаревка, Новомихайловка Аровского сельсовета Чишминского района в состав территории Алкинского сельсовета Чишминского района.
— gsrb.ru/MainLeftMenu/ZakonoTvorch/Zakoni/125-2004.php
.

## Состав
с. Узытамак,
д. Бахчи,
д. Богомоловка,
д. Бочкаревка,
д. Заводянка,
с. Илькашево,
д. Новомихайловка,
с. Салихово,
с. санатория «Алкино»,
д. Санжаровка,
д. Алкино,
с. Уразбахты,
д. Шапаровка.

## Население
| 2002  | 2009  | 2010  | 2012  | 2013  | 2014  | 2015  |
| ----- | ----- | ----- | ----- | ----- | ----- | ----- |
| 2682  | ↗2937 | ↘2676 | ↘2646 | ↗2681 | ↗2758 | ↗2872 |
| 2016  | 2017  | 2018  |       |       |       |       |
| ↗2929 | ↗2934 | ↗3045 |       |       |       |       |